# Neumann
A Neumann vagy Neuman német családnév. Jelentése az új. Változatai: a középnémetben Naumann, ritka esetekben Näumann, az alnémetben pedig Niemann. 2014-ben Németországban a 18. leggyakoribb családnév volt.

## Híres Neumann nevű személyek
Magyarok
- Neumann János (1903–1957) matematikus, fizikus
- Neumann Károly (1820–1890) evangélikus lelkész
- Neumann Károly (1865–1952) közgazdász

Külföldiek
- Alfred Neumann (1895–1952) amerikai forgatókönyvíró
- Alfred Neumann (1909–2001) német politikus
- Birthe Neumann (1947) dán színésznő
- Carl Gottfried Neumann (1832–1925) német matematikus
- Erich Neumann (1892–1948) német politikus
- Erich Neumann  (1905–1960) német-izraeli pszichológus
- Franz Ernst Neumann (1798–1895) német fizikus, mineralógus, matematikus
- Franz Leopold Neumann (1900–1954) német jogtudós, politológus
- Friedrich Julius Neumann (1835–1910) német közgazdász
- Gerhard Neumann (1917–1997) német repülőgépmérnök
- Heinrich Neumann (1873–1939) osztrák fül-orr-gégész
- Johann Balthasar Neumann (1687–1753) német építész
- John Nepomucene Neumann (1811–1860) amerikai főpap
- Karl Eugen Neumann (1865–1915) osztrák műfordító, buddhista egyházi vezető
- Karl Friedrich Neumann (1793–1870) német orientalista
- Kaspar Neumann (1648–1715) német főpap, statisztikus
- Luise Neumann (1818–1905) német színésznő
- Oskar Rudolph Neumann (1867–1946) német ornitológus
- Robert Neumann (1897–1975) osztrák író, költő
- Stanislav Kostka Neumann (1875–1947) cseh költő, író
- Václav Neumann (1920–1995) cseh karmester, hegedűművész
- Víctor Neumann (1933–2004) mexikói matematikus
- Victor Neumann (1953) román történész, politológus
- William F. Neuman (1919–1981) amerikai biokémikus